# Corycoides paradoxus
Corycoides paradoxus är en insektsart som först beskrevs av Bolívar, I. 1890.  Corycoides paradoxus ingår i släktet Corycoides och familjen vårtbitare. Inga underarter finns listade i Catalogue of Life.